# Rasquera
Rasquera – gmina w Hiszpanii, w prowincji Tarragona, w Katalonii, o powierzchni 50,94 km². W 2011 roku gmina liczyła 933 mieszkańców.